# 1966 في أستراليا
فيما يلي قوائم الأحداث التي وقعت خلال عام 1966 في أستراليا.

## أحداث
- 22 فبراير – جائزة أستراليا الكبرى 1966

## سياسة

### تعيين في المنصب
- 26 يناير – هارولد هولت رئيس الوزراء الأسترالي.
- 13 يوليو – ريمون ستيل هول زعيم المعارضة [الإنجليزية]‏.
- 26 نوفمبر – أندرو جونز عضو مجلس النواب الأسترالي.

### انتهاء فترة المنصب
- 26 يناير – هارولد هولت أمين صندوق أستراليا [الإنجليزية]‏.

## مواليد

### أبريل
- 20 أبريل – ديفيد تشالمرز

### مايو
- 1 مايو – تريفور جليسون مدرب كرة سلة أسترالي.
- 16 مايو – أندي برنال لاعب كرة قدم أسترالي.
- 17 مايو – مارك كراتزمان لاعب كرة مضرب أسترالي.

### يونيو
- 22 يونيو – دان ودز دراج أسترالي.
- 30 يونيو – وين مكارني دراج أسترالي.

### نوفمبر
- 15 نوفمبر – ليان موريارتي
- 18 نوفمبر – كيرك مكارثي متسابق دراجات نارية أسترالي.
- 28 نوفمبر – سكوت سندرلاند درّاج طريق أسترالي.

## وفيات

### يناير
- 1 يناير – إسنا بويد (مواليد 1899) لاعبة كرة مضرب أسترالية.

### أبريل
- 19 أبريل – نيل هاميلتون فيرلي (مواليد 1891) طبيب أسترالي.

### مايو
- 25 مايو – فيرنون ستوردي (مواليد 1890)